# Чехословацкая армия (1918—1938)
Чехословацкая армия (чеш. и словац. Československá armáda, сокр. ČSA) — совокупность вооружённых сил Чехословакии, основаны в 1918 году после провозглашения независимости Чехословакии от Австро-Венгрии.

## История названий
- От 19 марта 1920 года — «Чехословацкие вооружённые силы» (чеш. Československá branná moc, так же возможно перевести как «оборонная мощь/власть»)[1].
- От 2 мая 1958 года — «Вооружённые силы Чехословацкой Республики» (чеш. Ozbrojené síly Československé republiky)[2].
- От 11 июля 1960 года — «Вооружённые силы Чехословацкой Социалистической Республики» (чеш. Ozbrojené síly Československé socialistické republiky).
- От 29 марта 1990 года — «Вооружённые силы Чехословацкой Федеративной Республики» (чеш. Ozbrojené síly Československé federativní republiky).
- От 24 апреля 1990 года — «Вооружённые силы Чешской и Словацкой Федеративной Республики» (чеш. Ozbrojené síly České a Slovenské Federativní Republiky).

## История

### Создание
В первые месяцы Первой мировой войны чешское население и чешские солдаты были очень мотивированными, поскольку война ожидалась быть короткой, однако позже энтузиазм превратился в равнодушие.
В первую неделю после распада Австро-Венгерской империи и провозглашения независимости Чехословацкого государства, 30 октября 1918 года, по поручению Национального комитета Чехословакии главнокомандующим возникающей армии был назначен фельдмаршал-лейтенант австро-венгерской армии Ян Дивиш. Хотя существовали соображения, что в новом государстве армия будет заменена ополчением, от этой концепции быстро отказались, и новое чехословацкое правительство применило практически все действовавшие основные австро-венгерские военные законы. Первыми появились добровольные организации, в основном состоящие из бывших чешских солдат частей австро-венгерской армии. К ним постепенно присоединились части чехословацких легионов в Италии и Франции, которые, однако, подчинялись командирам из этих стран. Из-за нехватки специалистов, 20 января 1919 года был заключен соглашение, в котором предусматривалось, что начальник французской военной миссии в Чехословакии, генерал Морис Пелле, будет одновременно и начальником генерального штаба чехословацкой армии.

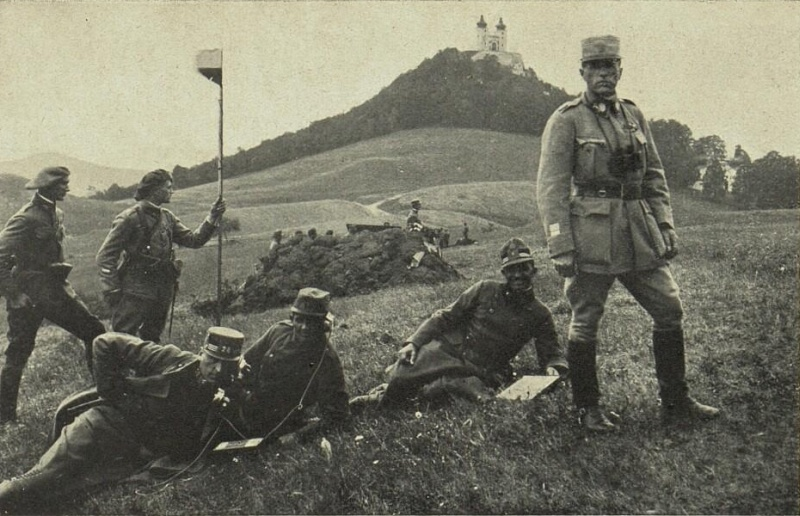
Йозеф Шнейдарек и солдаты в Банске-Быстрице

Создание армии происходили на ходу и это существенно отразилось на конфликтах, в которых пришлось чехословацким солдаты участвовать. В ноябре и декабре 1918 года шли бои с немецкими сепаратистами, желавшими присоединить чешское приграничье к Австрии и Веймерской Республики, а чехословацкие войска армии наконец удалось обезопасить всю территорию, принадлежавшую чешской короне. Армия также захватила Тешин, кульминацией чего стала так называемая Семидневная война в январе 1919 года. Чехословацко-польский спор по поводу Тешина был урегулирован дипломатическим путём только в 1920 году. Однако наиболее сложная ситуация сложилась в Словакии и Подкарпатской Руси, где венгры не отказывались от своих территориальных претензий. Если освобождение Южной Словакии чехословацкими армией прошло вполне успешно в начале 1919 года, однако после образования Венгерской Советской Республики ситуация изменилась. Хорошо вооруженная венгерская армия оккупировала значительную часть Словакии, и предотвратить катастрофу удалось лишь прибытием подкрепления под командованием Йозефа Шнейдарека, войска которого добились перелома в битве под Зволеном и вновь освободили районы оккупированные венграми.
В 1920 году был расформирован последний добровольческий корпус и прошёл процесс унификации, в ходе которого были развернуты регулярные полки Чехословацкой армии. В то же время из Советской России вернулись последние чехословацкие легионы, что дало армии более опытных бойцов.

### Межвоенный период

#### 1920-е годы
В 1922 году в Чехословацкой армии произошла очередная реорганизация, в ходе которой было создано 12 пехотных дивизий, 2 горные бригады и 3 кавалерийские бригады общей численностью 150 тысяч человек. В случае военной угрозы, этот контингент мог быть увеличен посредством призыва на военную службу при условии прохождения основной военной службы. Она длилась 24 месяца, с 1924 года — всего 18 месяцев. Чехословацкая армия также уделяла большое внимание вооружению, которое состояло из различных видов оружия с неоднородным боекомплектом. Основным оружием солдат стала винтовка Vz. 24, созданный на основе типа «Маузера» так же, как и офицерский пистолет vz. 24. Был принят на вооружение крупнокалиберный пулемёт vz. 24 и ручной пулемёт vz. 26. Значительная часть орудий, перенятых у австро-венгерской армии (например, 75-мм горная пушка М15, 10-см горная гаубица М 16 или 15-см полевая гаубица М 14), производилась на заводах «Шкода» в Пльзени, который продолжал производить различные типы орудий и гаубиц в послевоенный период. В армию начали поступать первые артиллерийские тягачи сначала импортного, позднее и чехословацкого производства (от производителей «Шкода Пльзень», «Прага»), а также грузовые автомобили. В состав армии входили также бронеавтомобили (ОА vz.23, OA vz.27, OA vz.30), бронепоезда и дрезины. Армия также закупила во Франции первые танки — Renault FT-17. От австро-венгерской армии остались самолеты различных типов (например, Hansa-Brandenburg B.I, Phönix C.I, Aviatik D.I и другие), которые, однако, были устаревшими и находились в плохом техническом состоянии. Позже были приобретены французские  самолеты для армии (такие как SPAD S.VII, SPAD S.XIII, Salmson 2 и другие). Однако вскоре началось производство первых чехословацких военных самолетов, наиболее успешными типами были Avia BH-3, Avia BH-9, Aero А-18, Aero А-11 и Letov Š-18.

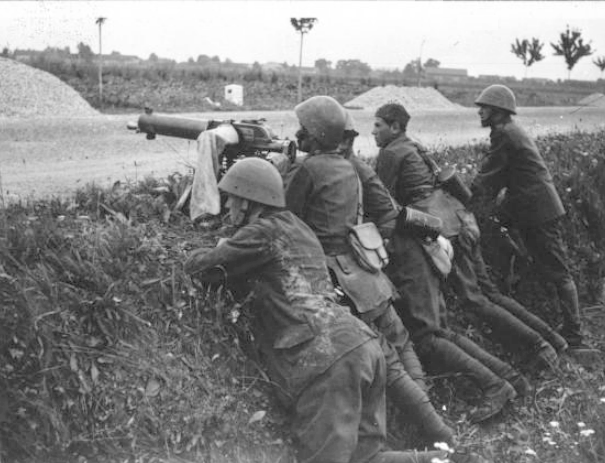
Чехословацкие солдаты во время учений с крупнокалиберным пулеметом vz. 24

В начале 1920-х годов были заключены союзные договоры с Францией против Германии, и с Югославией и Румынией против Венгрии (так называемая «Малая Антанта»). С середины 1920-х годов изменилась ситуация и в руководстве армией, высшие должности заняли чехословацкие генералы, а влияние французской военной миссии снизилось. Генерал Ян Сыровый стал новым чехословацким начальником генерального штаба.

#### 1930-е годы
Во второе десятилетие межвоенного периода, в начале 1930-х годов внешнеполитическая ситуация с безопасностью в Чехословакии стала явно меняться. К власти пришёл Адольф Гитлер в Германии, и его экспансионистские намерения не вызывали сомнений. Армии пришлось быстро отреагировать на эту ситуацию кардинальными мерами, несмотря на то, что мировая экономика была затронута Великой депрессией. В 1934 году Высший совет государственной обороны решил ускорить модернизацию армии и провести перевооружение. Изменения внесло и назначение генерала Людвика Крейчи главнокомандующим армии, который принял ряд необходимых мер. Была реорганизована и модернизирована армия, вновь была введена двухлетняя воинская повинность, началось строительство разветвлённой системы пограничных укреплений. Военные расходы на оборону государства постоянно росли, и благодаря им открывались новые возможности трудоустройства для чехословацких граждан.

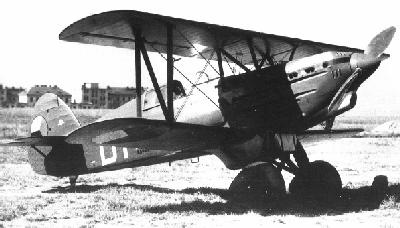
Чехословацкий истребитель Авиа Б-534.

Чехословацкая армия в этот период приобрела новые виды вооружения. Был разработан крупнокалиберный пулемёт vz.37, в «Zbrojovka Brno» готовилось производство первых чехословацких пистолетов-пулемётов. Артиллерия и пехота были оснащены новыми гаубицами и пушками (например, 37-мм противотанковая пушка vz.37, 105-мм крупнокалиберная пушка vz.35 и другие), значительно увеличилось количество артиллерийских тягачей, грузовых и легковых автомобилей (напр. Tatra 85, Praga RN, Tatra 57) и мотоциклы. Армия постепенно оснащалась танкетками LT vz.33 и танками LT vz.34 и LT vz.35, готовилось производство современного танка LT vz.38.
Модернизировались и ВВС, наиболее массовым истребителем стал «Avia B.534», самым массовым многоцелевым самолетом — «Letov Š-328». Двухмоторный бомбардировщик «Aero MB-200» производился по французской лицензии. Из Советского Союза были доставлены бомбардировщики Туполев СБ-2 началась подготовка к их лицензионному производству, но оно началось лишь после начала немецкой оккупации. Готовилось производство современных истребителей «Avia B-35» и «Avia B.135».

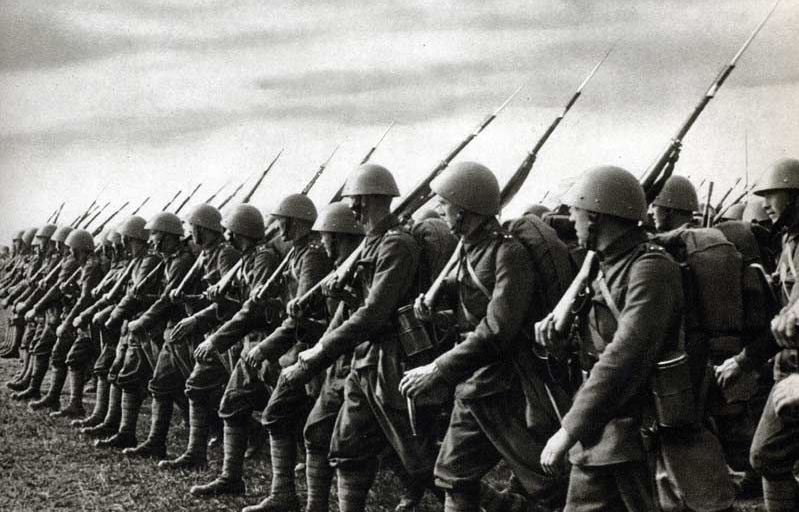
Чехословацкая пехота, вооруженная винтовками Vz. 24

В 1935 году Чехословакия заключила с СССР договор о взаимной помощи. Реорганизация армии была закончена в 1938 году. В мирное время в состав входили 7 корпусных штабов, 17 пехотных дивизий и 4 «быстроходные» (танковые) дивизии численностью 200 000 человек, из которых 74,4% были чехи, словаки или другие славянские меньшинства, 19,4% - немцы, остальные - венгры и другие. Мобилизационный план 1936 года предусматривал призыв 972 747 человек в случае объявления мобилизации. Из них 718 230 имели славянское, 192 844 немецкое и 61 671 венгерское происхождение. Доля словаков среди офицеров составляла от 3,6 до 5%.
В 1936–39 годах чехословацкие бойцы в рядах Интербригад участвовали в гражданской войне в Испании на стороне республиканцев. После Аншлюса, в мае 1938 года в связи с эскалацией Судетского кризиса была объявлена частичная мобилизация, а 23 сентября 1938 года, в связи со вторым Судетским кризисом — всеобщая мобилизация. Армия на тот момент имела 42 дивизии, общей численностью около 1,5 млн человек, а по количеству вооружения на население Чехословакия была самым вооружённым государством в мире. Британский военный атташе в Праге подполковник Х. К. Т. Строндж подсчитал, что чехословацкая армия могла бы в одиночку противостоять Вермахту в течение примерно четверти года, если бы началась война, но при поддержке Франции, Советского Союза и, возможно, Великобритании и более длительный срок. Начальник Генерального штаба Сухопутных войск Германии Людвиг Бек рассудил тогда, что Вермахт ещё не готов к войне с Чехословакией и если в войну вступит и Франция, конфликт закончится катастрофой для Германии. В конечном итоге вооруженного конфликт не произошёл, поскольку Чехословакия решила принять условия Мюнхенского соглашения.
После этого приграничные районы Чехословакии постепенно передавались Германии, Польше и Венгрии. В этот период армия участвовала не только в эвакуации с этих территорий и формировании новых государственных границ, но и воевала преимущественно с венгерскими военизированными формированиями и украинскими националистами. Произошли вооруженные столкновения и с немцами, которые хотели присвоить себе больше территории, чем было предусмотрено Мюнхенским соглашением. В начале марта армия была использована властями Второй Республики для свержения сепаратисткого правительства словацкой автономии, однако вскоре остатки страны были оккупированы Германией, был создан Протекторат Богемии и Моравии, а на территории Словакии образовалось марионеточное Словацкое государство. После этого армия была Чехословацкая армия была расформирована.

### Во время войны
После расформирования единой армии, возникли разные условия для солдат из Чешской части бывшей страны и для солдат из Словакии. Властями Протектората были расформированы и созданы лишь небольшие марионеточные Правительственные войска, то в Словакии была создана Словацкая армия, принимавшая участие во вторжении в Польшу и операции «Барбаросса» и последующих боях на территории СССР.
Большая группа солдат и офицеров из Богемии и Моравии, а также часть словацких солдат в первые годы после оккупации страны выехала за границу. Во время Второй мировой войны чехословацкая армия была вновь сформирована правительством в изгнании, и участвовала в боях на стороне Союзников. Сначала они воевали против немцев в Польше и Франции (см. Легион чехов и словаков). А в 1940 году в Палестине стали создаваться соединения, в последствии ставшими 11-м чехословацким пехотным батальоном, отличившийся при осаде Тобрука и постепенно переорганизованный в 1-ю чехословацкую бронетанковую бригаду. В Битве за Британию приняли участие чехословацкие пилоты, воевавшие в составе Королевских военно-воздушных сил Великобритании — 310-я чехословацкая эскадрилья, 311-я чехословацкая эскадрилья, 312-я чехословацкая эскадрилья, 313-я чехословацкая эскадрилья.
Чехословацкие соединения формировались и на Восточном фронте. В 1942 году в Советском Союзе был создан 1-й чехословацкий отдельный полевой батальон, переросший в 1-й Чехословацкий армейский корпус в составе РККА, который участвовал в боях под Соколово, Киевской наступательной операции, Житомирско-Бердичевской и Корсунь-Шевченковской операциях. В СССР также были созданы 1-й Чехословацкий истребительный авиационный полк, со временем разросшийся в отдельную смешанную авиадивизию, и 2-я отдельную чехословацкая парашютно-десантную бригаду, набранные в основном из словацких солдат, перешедших на сторону антигитлеровской коалиции. Эти восточные части вошли на территорию Чехословакии в конце 1944 года во время Восточно-Карпатская операции и в начале 1945 года в Моравско-Остравской наступательной операции как сильная и хорошо вооружённая армия.
Во время войны многие чехословацкие солдаты и офицеры участвовали во внутреннем антинацистском сопротивлении или принимали активное участие в партизанском сопротивлении как на территории Богемии и Моравии, так и на территории Словакии в рамках Словацкого национального восстания. В 1945 году солдаты активно участвовали в Майском восстании на территории Протектората, в том числе и в Праге, которое стало одним из факторов развала фронта и быстрого освобождения чешских земель в самом конце войны.

### После войны
После войны, 25 мая 1945 года, был принят документ под названием «Временная организация чехословацких вооруженных сил» (чеш. Prozatímní organizace československé branné moci), согласно которому произошло восстановление и реорганизация чехословацкой армии. В страну постепенно возвращались военнослужащие, сражавшиеся с нацизмом на всех фронтах Второй мировой войны и ставшие основой новой армии. Территория Чехословакии была разделена на четыре района, на которых постепенно было создано 16 пехотных дивизий, дополненных танковым корпусом и артиллерийской дивизией. Первоначальный оптимизм в планах восстановления армии сменился реальностью, вызванной разрушенной послевоенной экономикой и нехваткой человеческих и материальных ресурсов. После войны чехословацкой армии было поручено депортация немцев и венгров, а также помощь народному хозяйству. Совместно с подразделениями Корпуса национальной безопасности, армия также участвовала в боях против украинских националистов на территории Подкарпатской Руси и Восточной Словакии. После реорганизации армии в 1947 году, было снижен личностный состав армии, а многие части прекратили своё существование.
После февральских событий 1948 года, когда коммунисты пришли к власти в Чехословакии, в армии тоже произошли существенные изменения. Более половины офицеров были вынуждены покинуть ряды вооружённых сил, началось преследование солдат. В рамках политических процессов судили в основном солдат, воевавших во время войны на стороне западных союзников, но, как это ни парадоксально, к ответственности были привлечены и некоторые солдаты, воевавшие в составе РККА. Армия полностью перешла под контроль Коммунистической партии Чехословакии, и в 1950 году произошла крупная реорганизация по советской модели. В 1951 году Чехословакия и СССР подписали «Соглашение о порядке и условиях учета поставляемых вооружений и материалов», согласно которому Советский Союз предоставил кредит в размере почти 44 миллионов рублей на приобретение военной техники, особенно самолетов и радиолокационных станций. Произошло увеличение вооружения и увеличение численности личного состава армии, которая после 1953 года достигла 300 тысяч человек.
Для чехословацкой армии было типичной ситуацией, когда на территории Чехословакии располагалось различное вооружение, пришедшее, вероятно, со всей Европы и США. Среди них были танки LT-38, LT-40, M5 Stuart, Крусейдер, Челленджер, Кромвель, Sherman Firefly, Т-70, различные модификации Т-34, ИС-2, Pz.Kpfw. III, Pz.Kpfw. IV, Пантера, Тигр, самоходные артиллерийские установки СУ-76, СУ-85, Hetzer, Marder III, StuG III, Зриньи, СУ-100, ИСУ-152, различные типы орудий и их тягачи, броневики, автомобили или лёгкое вооружение. Чехословацкие ВВС располагали целой линейкой самолетов советского, британского и немецкого производства. Модифицированный немецкий Messerschmitt Bf 109, выпускавшийся под обозначением Avia S-199, стал стандартным истребителем в послевоенный период. Первым реактивным самолетом ВВС Чехословакии стал немецкий Messerschmitt Me.262 (под названием Avia S-92).
Ориентирование на Советский Союз после февральского переворота практически решила направление на приобретение дополнительных вооружений. Чехословацкая армия постепенно начала отказываться от британских, американских и немецких танков и самолётов и стала ориентироваться либо на вооружения, произведенные в СССР, либо на советские вооружения, производимые по лицензии в Чехословакии, либо на собственное вооружение, бронетехнику или транспортные средства Чехословакии. Если до середины 1950-х годов в сухопутных войсках использовалась техника, разработанная и используемая во время Второй мировой войны, то в ВВС произошла существенная модернизация. В этот период на вооружение были приняты истребители Ил-10, реактивные истребители Як-17, Як-23, МиГ-15 и МиГ-17, а также реактивный бомбардировщик Ил-28.
В июне 1954 года в Праге состоялся X-й съезд Коммунистической партии Чехословакии, который постановил, что «Чехословацкая армия стала народной армией, воспитанной на безграничной преданности и любви народно-демократической Родине» (чеш. Československá armáda se stala armádou lidovou, vychovávanou k bezmezné oddanosti a lásce k lidově-demokratické vlasti). Таким образом, армия была переименована в Чехословацкую народную армию.

### После Бархатной революции
После Бархатной революции в ноябре 1989 года, в Чехословацкой народной армии произошёл ряд изменений. Одним из первых было её переименование было обратное переименование в Чехословацкую армию, которое произошло в соответствии с Законом № 74/1990 Сб. от 14 марта 1990 года. Срок военной службы постепенно сокращался, был принят закон об альтернативной гражданской службе. Число профессиональных военнослужащих уменьшилось, и в июле 1991 года прекратил действовать Варшавский договор. В соответствии с Договором об обычных вооружённых силах в Европе была установлена максимальная численность личного состава армии и её оснащения, что привело к её дальнейшему сокращению. В период с 1990 по 1991 год, чехословацкие солдаты участвовали в войне в Персидском заливе. На рубеже 1991 и 1992 годов произошла новая реорганизация армии, ставшая ответом на изменение ситуации с безопасностью в Европе, однако после распада Чехословакии в 1993 году армия была расформирована и разделена на современные Армию Чешской Республики и Словацкие вооруженные силы.